# Moloma
Moloma (rusky Молома) je řeka v Kirovské s prameny ve Vologdské oblasti v Rusku. Je dlouhá 419 km. Povodí řeky je 12 700 km².

## Průběh toku
Pramení na severu Severních Úvalů a protéká skrze ně v široké dolině. Ústí zleva do Vjatky (povodí Kamy).

## Vodní režim
Zdrojem vody jsou převážně sněhové srážky. Průměrný roční průtok vody ve vzdálenosti 196 km od ústí činí 47,7 m³/s. Zamrzá na začátku listopadu a rozmrzá na konci dubna

## Využití
Je splavná pro vodáky.